# Cupa României 1961/62
Der Cupa României in der Saison 1961/62 war das 24. Turnier um den rumänischen Fußballpokal. Sieger wurde Steaua Bukarest, das sich im Finale am 8. Juli 1962 gegen Rapid Bukarest durchsetzen konnte. Titelverteidiger Arieșul Turda war im Sechzehntelfinale gegen den neuen Titelträger ausgeschieden. Durch den Sieg durfte Steaua am Europapokal der Pokalsieger teilnehmen.

## Modus
Die Klubs der Divizia A stiegen erst in der Runde der letzten 32 Mannschaften ein und mussten zunächst auswärts antreten. Ab dem Achtelfinale fanden alle Spiele – abgesehen vom Finale, das traditionell in Bukarest ausgetragen wurde – auf neutralem Platz statt. Es wurde jeweils nur eine Partie ausgetragen. Stand diese nach 90 Minuten unentschieden, folgte eine Verlängerung von 30 Minuten. Falls danach noch immer keine Entscheidung gefallen war, fand ein Wiederholungsspiel statt.

## Sechzehntelfinale
| Datum        |                    | Ergebnis             |                     |
| ------------ | ------------------ | -------------------- | ------------------- |
| 6. Mai 1962  | Vagonul Arad       | 0:2 (0:0)            | Jiul Petrila        |
|              | CSM Baia Mare      | 4:2 (1:2)            | Știința Cluj        |
|              | Olimpia Bukarest   | 1:2 (0:1)            | Metalul Târgoviște  |
|              | Farul Constanța    | 1:0 (1:0)            | Dinamo Pitești      |
|              | Dinamo Galați      | 1:4 (0:0)            | Progresul Bukarest  |
|              | Chimia Govora      | 2:1 (1:1)            | Minerul Lupeni      |
|              | Corvinul Hunedoara | 1:3 n. V. (1:1, 1:1) | Știința Timișoara   |
|              | CSMS Iași          | 1:2 n. V. (1:1, 1:0) | Dinamo Bacău        |
|              | Crișul Oradea      | 1:2 (1:2)            | Steagul Roșu Brașov |
|              | Metalul Pitești    | 0:1 (0:1)            | Prahova Ploiești    |
|              | CSM Reșița         | 1:2 (0:1)            | UTA Arad            |
|              | Laminorul Roman    | 1:0 (0:0)            | Rapid Focșani       |
|              | CFR Roșiori        | 1:3 (0:3)            | Petrolul Ploiești   |
|              | Rapid Târgu Mureș  | 0:1 (0:0)            | Dinamo Bukarest     |
| 20. Mai 1962 | CSM Mediaș         | 0:3 (0:0)            | Rapid Bukarest      |
|              | Arieșul Turda      | 0:2 (0:1)            | Steaua Bukarest     |

## Achtelfinale
| Datum        |                     | Ergebnis             |                   | Ort      |
| ------------ | ------------------- | -------------------- | ----------------- | -------- |
| 20. Mai 1962 | Dinamo Bacău        | 4:1 (2:1)            | UTA Arad          | Brașov   |
|              | Metalul Târgoviște  | 4:3 (0:2)            | Farul Constanța   | Bukarest |
|              | Petrolul Ploiești   | 2:1 n. V. (1:1, 0:0) | Dinamo Bukarest   | Bukarest |
|              | Steagul Roșu Brașov | 2:0 (1:0)            | Prahova Ploiești  | Câmpina  |
|              | Jiul Petrila        | 3:1 (1:1)            | CSM Baia Mare     | Cluj     |
|              | Progresul Bukarest  | 1:0 (0:0)            | Știința Timișoara | Sibiu    |
| 24. Mai 1962 | Rapid Bukarest      | 10:00                | Laminorul Roman   | Galați   |
|              | Steaua Bukarest     | 3:1 (2:1)            | Chimia Govora     | Sibiu    |

## Viertelfinale
| Datum         |                     | Ergebnis             |                    | Ort      |
| ------------- | ------------------- | -------------------- | ------------------ | -------- |
| 17. Juni 1962 | Rapid Bukarest      | 3:0 (2:0)            | Metalul Târgoviște | Brașov   |
|               | Progresul Bukarest  | 3:2 (2:1)            | Petrolul Ploiești  | Bukarest |
|               | Steagul Roșu Brașov | 4:4 n. V. (3:3, 3:3) | Jiul Petrila       | Cluj     |
|               | Steaua Bukarest     | 3:1 (3:0)            | Dinamo Bacău       | Galați   |
| 18. Juni 1962 | Steagul Roșu Brașov | 4:1 (2:0)            | Jiul Petrila       | Cluj     |

## Halbfinale
| Datum         |                 | Ergebnis  |                     | Ort      |
| ------------- | --------------- | --------- | ------------------- | -------- |
| 27. Juni 1962 | Rapid Bukarest  | 4:0 (1:0) | Progresul Bukarest  | Bukarest |
|               | Steaua Bukarest | 7:1 (2:0) | Steagul Roșu Brașov | Ploiești |

## Finale
| Paarung         | Steaua Bukarest – Rapid Bukarest |
| Ergebnis        | 5:1 (2:1) |
| Datum           | 8. Juli 1962 |
| Stadion         | Stadionul 23 August, Bukarest |
| Zuschauer       | 70.000 |
| Schiedsrichter  | Alexandru Tóth (Oradea) |
| Tore            | 1:0 Viorel Mateianu (11.) 1:1 Titus Ozon (15.) 2:1 Florea Voinea (40.) 3:1 Gheorghe Constantin (47.) 4:1 Gheorghe Constantin (64.) 5:1 Gavril Raksi (85.)                                                                                        |
| Steaua Bukarest | Ion Voinescu, Vasile Zavoda, Dragoș Cojocaru, Gheorghe Staicu, Emerich Jenei, Ion Crișan, Gavril Raksi, Gheorghe Constantin, Florea Voinea, Viorel Mateianu, Nicolae Tătaru Cheftrainer: Gheorghe Popescu                                        |
| Rapid Bukarest  | Gheorghe Dungu (46. Augustin Todor), Ilie Greavu, Ion Motroc, Dumitru Macri, Nicolae Neacșu, Vasile Gherghina, Constantin Năsturescu, Titus Ozon, Ion Ionescu, Nicolae Georgescu (46. Andor Balint), Teofil Codreanu Cheftrainer: Ion Mihăilescu |